# Czarny Bór
Czarny Bór è un comune rurale polacco del distretto di Wałbrzych, nel voivodato della Bassa Slesia.
Ricopre una superficie di 66,31 km² e nel 2004 contava 4 804 abitanti.